# Moutiers-au-Perche
Moutiers-au-Perche – miejscowość i gmina we Francji, w regionie Normandia, w departamencie Orne.
Według danych na rok 1990 gminę zamieszkiwało 507 osób, a gęstość zaludnienia wynosiła 15 osób/km² (wśród 1815 gmin Dolnej Normandii Moutiers-au-Perche plasuje się na 436. miejscu pod względem liczby ludności, natomiast pod względem powierzchni na miejscu 25.).